# Castlevania: Order of Shadows
Castlevania: Order of Shadows — мобильная игра, разработанная для платформы Java Platform, Micro Edition и выпущенная Konami в сентябре 2007 года.

## Игровой процесс
В игре Order of Shadows игровой процесс похож на Castlevania: Symphony of the Night и другие игры серии: это платформенная игра с характеристиками RPG, такими как HP, MP и очки опыта.
Десмонд Бельмонт, игровой персонаж, также имеет много оружия, которое можно собирать во время игры, например, топоры, мечи и молотки, помимо стандартного кожаного кнута.
В игре есть возможность поменять существующий саундтрек на песни из оригинальной Castlevania.

## Сюжет
Десмонд Бельмонт и его две сестры, Зои и Долорес, ищут в замке Дракулы культ «Орден», который пытается воскресить Дракулу. Эта игра происходит в конце 17-го века и является дополнительной историей официального канона, и, следовательно, не является частью официальной хронологии Кодзи Игараси. Игрок берёт на себя управление как Десмонд Белмонт, наследник хлыста «Убийца вампиров».

## Разработка
Первоначально сюжетная линия строилась вокруг персонажа по имени Грифф ЛаРю и его семьи «магов и ведьм», но была изменена, поскольку клан Бельмонт всегда изображался как «семья воинов». После переписывания история была изменена, чтобы стать более похожей на традиционные истории Castlevania, и заставила Десмонда Бельмонта использовать кнут вместо топора или меча. Игра была построена «с нуля» для издания на мобильных телефонах.

## Отзывы
IGN оценил игру на 6,7, назвав её «приличной» и с небольшими повторениями по сравнению с другими частями Castlevania. 1up.com дал игре D-, назвав её «большим разочарованием». Журнал Wired оценил игру на 3 из 10, похвалив музыку игры, но также отметив что она слишком короткая и простая.